# Anke Huber
Anke Huber (4 de diciembre de 1974) es una ex tenista alemana de la década de 1990. Fue profesional desde 1989 hasta 2001, llegando a alcanzar la final del Abierto de Australia de 1996 perdiendo ante Mónica Seles por 6-4 y 6-1; y la final del Masters femenino de 1995 perdiendo en 5 sets ante Steffi Graf por 6-1, 2-6, 6-1, 4-6 y 6-3.
Llegó a ser n.º 4 del mundo y se mantuvo durante 8 temporadas en los diez primeros. Ganó 12 torneos individuales, 1 en dobles y la Copa Federación de 1992 ante España, ganando su partido a Conchita Martínez. En 1995 ganó la Copa Hopman formando equipo con Boris Becker.

## Biografía
Huber nació en Bruchsal, Baden-Württemberg. Comenzó a jugar al tenis a los 7 años, tras ser introducida al deporte por su padre Edgar. En la competición juvenil, ganó el Campeonato Alemán sub-12 en 1986, el sub-14 en 1987, el sub-16 en 1988 y el Campeonato Europeo en 1989. También fue semifinalista en el torneo juvenil de Wimbledon en 1990.
Huber comenzó su carrera profesional en 1989 y logró su mejor ranking mundial en individuales en el número 4 en octubre de 1996. Ganó un total de 12 títulos de individuales y 5 títulos de dobles en su carrera. Uno de sus mayores logros fue llegar a la final del Abierto de Australia en 1996, donde perdió ante Monica Seles. También llegó a las semifinales de Roland Garros y el Abierto de Estados Unidos en dos ocasiones cada uno.
Además de su éxito en los torneos de Grand Slam, Huber también ganó otros torneos importantes, incluyendo el Torneo de Maestros en 1993 y el Abierto de Alemania en 1991 y 1994. Formando parte del equipo alemán ganó la Copa Federación en 1992 y la Copa Hopman en 1995.
Huber está casada con Roger Wittmann, un exjugador de hockey sobre hielo alemán. Tienen dos hijos juntos. Desde su retiro del tenis en 2001, Huber ha trabajado como comentarista y analista de tenis para varios medios de comunicación. En la actualidad trabaja para la Federación Alemana de Tenis y además, es la directora del Open de Stuttgart. También es miembro del Salón de la Fama del  Tenis Alemán.

## Trayectoria

### Finalista en individuales (1)
| Año  | Campeonato           | Rival        | Marcador |
| 1996 | Abierto de Australia | Mónica Seles | 4-6, 1-6 |

### Individuales (12)
| Legend (Doubles)      |
| Grand Slam (0)        |
| WTA Championships (0) |
| Tier I (1)            |
| Tier II (4)           |
| Tier III (4)          |
| Tier IV & V (3)       |

| No.  | Fecha                   | Torneo         | Superficie | Oponente en la final     | Resultado        |
| 1.-  | 26 de agosto de 1990    | Schenectady    | Dura       | Marianne Werdel Witmeyer | 6-1, 5-7, 6-4    |
| 2.-  | 20 de octubre de 1991   | Filderstadt    | Moqueta    | Martina Navratilova      | 2-6, 6-2, 7-6(4) |
| 3.-  | 18 de julio de 1993     | Kitzbühel      | Tierra     | Judith Wiesner           | 6-4, 6-1         |
| 4.-  | 31 de julio de 1994     | Austria Styria | Tierra     | Judith Wiesner           | 6-3, 6-3         |
| 5.-  | 16 de octubre de 1994   | Filderstadt    | Moqueta    | Mary Pierce              | 6-4, 6-2         |
| 6.-  | 13 de noviembre de 1994 | Filadelfia     | Moqueta    | Mary Pierce              | 6-0, 6-7(4), 7-5 |
| 7.-  | 1 de octubre de 1995    | Leipzig        | Moqueta    | Magdalena Maleeva        | wo               |
| 8.-  | 23 de junio de 1996     | Bolduque       | Hierba     | Helena Sukova            | 6-4, 7-6(2)      |
| 9.-  | 6 de octubre de 1996    | Leipzig        | Moqueta    | Iva Majoli               | 5-7, 6-3, 6-1    |
| 10.- | 27 de octubre de 1996   | Luxemburgo     | Moqueta    | Karina Habsudova         | 6-3, 6-0         |
| 11.- | 16 de abril de 2000     | Estoril        | Tierra     | Nathalie Dechy           | 6-2, 6-1, 7-5    |
| 12.- | 23 de julio de 2000     | Sopot          | Tierra     | Gala León                | 7-6/4), 6-3      |

### Títulos en dobles (1)
| No. | Fecha              | Torneo   | Superficie | Pareja            | Oponentes              | Resultado        |
| 1.  | 4 de marzo de 1997 | Hamburgo | Tierra     | Ruxandra Dragomir | Mary Pierce Iva Majoli | 2-6, 7-6(1), 6-2 |

### Finales (11)
- 1990: Bayona (Nathalie Tauziat)
- 1993: Sydney (Jennifer Capriati)
- 1993: Brighton (Jana Novotna)
- 1995: Masters (Steffi Graf)
- 1996: Abierto de Australia (Mónica Seles)
- 1996: Manhattan Beach (Lindsay Davenport)
- 1996: Filderstadt (Martina Hingis)
- 1997: Gaz (Martina Hingis)
- 1997: Toronto (Mónica Seles)
- 2001: Gaz (Amelie Mauresmo)
- 2001: Estrasburgo (Silvia Farina)

### Finales en dobles (3)
- 1993: Brihgton (Larisa Neiland)
- 1999: Sydney (Mary Joe Fernández)
- 1999: Moscú (Julie Halard)
- 2000: Acapulco (Barbara Schett)